# Pyraser Landbrauerei
Die Pyraser Landbrauerei ist eine Brauerei im Thalmässinger Gemeindeteil Pyras. Das Wasser für Bier und alkoholfreie Getränke wird aus dem eigenen Mineralbrunnen, der Pyraser Waldquelle, bezogen. 2017 wurden 190.000 Hektoliter Getränke produziert, wovon 40 % Bier waren.

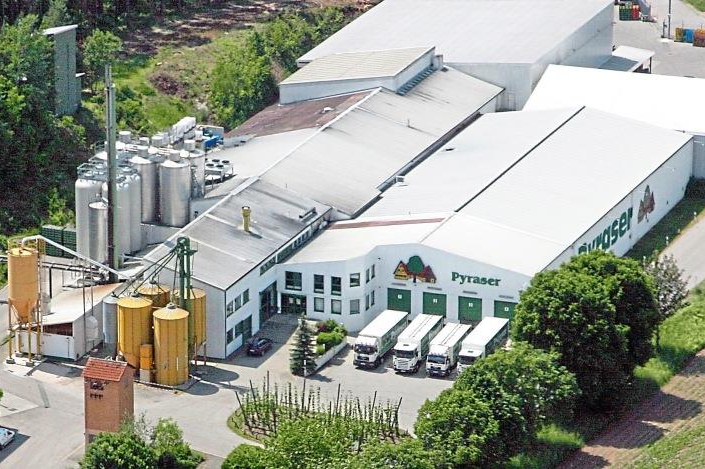
Brauerei westlich des Kernortes von Pyras.

## Geschichte

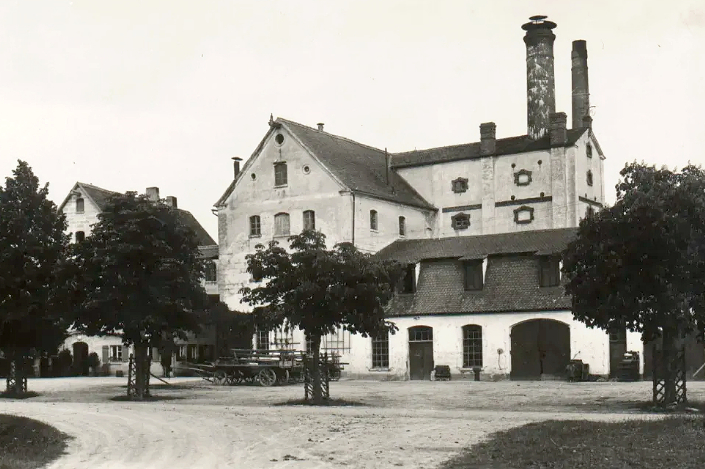
Das alte Brauereigebäude. Links das noch heute bestehende Wirtshaus.

Familie Bernreuther stammte ursprünglich aus Österreich. Als Exulanten ließen sie sich zunächst im etwa 7 km entfernten Offenbau nieder. 1649 übernahm Hanns Bernreuther bereits dort eine Brauerei. 1749 kaufte Johann Adam Bernreuther den Gutshof mit dem Wirtshaus „Zum Angerwirt“ in Pyras. 1865 wurden Waldgrundstücke in Franken stark vom Nonnenfalter beschädigt, auch die des Adam Bernreuther. Das geschädigte Holz musste gefällt werden und wegen des hohen Angebots sank der Preis. Auch der Bierlieferant des „Angerwirts“ kaufte das Holz nicht. Adam Bernreuther soll demnach so verärgert gewesen sein, dass er 1870 seine eigene Brauerei gründete.
Über 100 Jahre befand sich der Braubetrieb direkt auf dem Gutshof. In den 1970er Jahren wurde die alte Brauerei vollständig abgerissen und durch einen Neubau am westlichen Ortsrand von Pyras ersetzt. Auf dem Gutshof befinden sich heute die Brauereiverwaltung, Wohnungen, sowie die Festhalle mit Biergarten. Das alte Wirtshaus besteht bis heute. Seit Einstellung der Gastwirtschaft gehört es zum Verwaltungstrakt, es dient außerdem noch als Wahllokal.
Im alkoholfreien Segment vertrieb Pyraser bis zur Jahrtausendwende Limonaden unter dem Namen "Olympia". Im Jahr 2000 wurde mit der Bohrung eines 105 Meter tiefen Mineralbrunnens unmittelbar hinter dem Brauereigelände die Eigenmarke "Pyraser Waldquelle" eingeführt und seither das Mineralwasser und eine große Auswahl an Limonaden, Säften und Schorlen produziert.
Seit September 2015 ist die Brauerei Mitglied der Initiative „Die Freien“ Brauer, eines Zusammenschlusses von mittelständischen Privatbrauereien, überwiegend aus Deutschland und Österreich.
Seit 2010 leitet Marlies Bernreuther in 5. Generation das Familienunternehmen. Die Brauereichefin erhielt 2023 die Staatsmedaille für besondere Verdienste um die bayerische Wirtschaft.
Bei der Herstellung der Biere und Limonaden legt die Brauerei Wert auf Nachhaltigkeit und regionale Zutaten, weshalb seit 1999 alle Produkte mit Mineralwasser aus dem brauereieigenen Brunnen abgefüllt werden. Die Energieversorgung geschieht seit 1990 durch Verwertung von überschüssigem Methangas in einer Biogasanlage, im Jahr 2014 kam noch eine Photovoltaikanlage zur Stromerzeugung hinzu, die etwa die Hälfte des Strombedarfs der Brauerei produzieren kann.

## Produkte
Die Brauerei braut derzeit 22 Bier-Sorten. Sechs Biere, das Josephistarckbier, Kirchweihbier, Burgfestbier, Hopfenpflücker-Pils, Weihnachts-Festbier und der dunkle Doppelbock Ultra sind nur saisonal erhältlich.
Neben Bier werden unter der Marke Pyraser Waldquelle drei verschiedene Sorten Mineralwasser und Limonaden verkauft. Zudem gibt es verschiedene Sorten auch als zuckerfreie Version.
Seit April 2024 stellt die Pyraser Landbrauerei auch zwei Sorten Weinschorle her: Weißwein Sprizz süß und Weißwein Sprizz sauer.

## Sonstiges
- Die Biere und Limonaden werden in eigenen Flaschen mit Glasprägung und Drehverschluss abgefüllt.
- Die Limonaden und Biere werden in teilbaren Kästen verkauft.[10]
- Das Wasser bezieht die Brauerei aus einer eigenen Quelle, der Waldquelle in Pyras.[11]
- Die Brauerei ist Mitglied im Brauring, einer Kooperationsgesellschaft privater Brauereien aus Deutschland, Österreich und der Schweiz.[12]
- 2015 drehte Arndt Wittenberg für das BR Fernsehen eine Reportage „Das ist mein Bier“ über die Eigentümerin Bernreuther im Rahmen der Reihe Lebenslinien.
- Jedes Jahr finden drei große Veranstaltungen auf dem Gutshof der Brauerei statt: das Pyraser Brauereifest[13], das Pyraser Kinderlachen[14] und die Pyraser Classic Rock Night[15].